# Chaetodon litus
Chaetodon litus е вид лъчеперка от семейство Chaetodontidae.

## Разпространение
Видът е разпространен в Чили (Великденски остров).